# Trentepohlia (Trentepohlia) aurantia
Trentepohlia (Trentepohlia) aurantia is een tweevleugelige uit de familie steltmuggen (Limoniidae). De soort komt voor in het Afrotropisch gebied.